# Lankascincus deignani
Lankascincus deignani là một loài thằn lằn trong họ Scincidae. Loài này được Taylor mô tả khoa học đầu tiên năm 1950.